# Flex (журнал)
FLEX або Joe Weider's FLEX - американський журнал про бодибілдинг, що публікується корпорацією «American Media».

## Про журнал
Журнал «Flex», був заснований в 1983 році відомим діячем культуризму, засновником «Міжнародної Федерації Бодибілдерів» (англ. «International Federaion of BodyBuilders», IFBB) та конкурсу «Містер Олімпія» - Джо Уайдером.
На обкладинці першого номера журналу була використана фотографія Кріса Дікерсона. Перші версії були, по суті звичайною рекламою, але згодом видання за умови збереження великої кількості реклами харчових додатків для культуристів, стало пропонувати поради з силових тренувань і спортивного харчування, а також матеріали про відомих культуристів.
Журнал «Flex», що спеціалізується на «хардкорному» професійному бодибілдингу, менш поширений, ніж більш «мейнстрімний» партнерський журнал від того ж видавництва - «Muscle & Fitness», проте також активно поширюється окрім США, в інших англомовних країнах (Великій Британії, Австралії ), локалізовані версії - також в інших країнах. Середньомісячне значення продаваного в США і Канаді тиражу журналу за 2-е півріччя 2012 року, з незалежної аудиторської оцінки Alliance for Audited Media, склало близько 65 тисяч примірників.
З журналами «Flex» і «Muscle & Fitness» протягом десятиліть пов'язаний культурист, актор і громадський діяч Арнольд Шварценеггер, який працював у них як модель, колумніст, а згодом і редактор. Робота Шварценеггера в журналах перервалася в 2003 році у зв'язку з обранням губернатором штату Каліфорнія, однак після відходу у відставку з державного поста в 2011 році, на початку березня 2013 він оголосив на спортивному фестивалі «Арнольд Класік» про своє повернення до пропагування культуризму та обов'язкам головного редактора (executive editor) обох журналів